# Eucynortella pumila
Eucynortella pumila is een hooiwagen uit de familie Cosmetidae.